# 룰라크 막 길레 코엠간
룰라크 막 길레 코엠간(중세 아일랜드어: Lulach mac Gille Coemgáin, 스코틀랜드 게일어: Lughlagh mac Gille Chomghain: 1033년 – 1058년 3월 17일)은 1057년 8월 15일에서 1058년 3월 17일 사이에 스코트인의 왕이었다. 이명은 불운왕(스코틀랜드 게일어: Tairbith, 영어: the Unfortunate), 바보왕(스코틀랜드 게일어: Fatuus, 영어: the Foolish)이라 한다.
룰라크는 그루오크 잉겐 보테가 첫 남편 머리 백작 길레 코엠간과의 사이에 낳은 아들로, 맥베스의 의붓아들이다.
1057년 8월 15일 룸패넌 전투에서 맥베스가 전사하자 맥베스의 부하들이 룰라크를 왕위에 올렸다. 룰라크는 언제 어디서 대관했는지 그 사항이 밝혀져 있는 첫 스코틀랜드 군주다. 1057년 9월 8일경 스쿤에서 대관식을 치렀다. 룰라크는 이명으로 추측할 수 있듯 유약한 군주였던 것으로 보인다. 불과 몇 개월 간의 재위 이후 말 콜룸 막 돈카다(말 콜룸 3세)에게 폐위, 살해당했다.
룰라크의 아들 말 스네크타와 외손자 옹구스 막 인기너 룰라크는 머리 백작을 지냈다.